# Boeing X-50
Boeing X-50A Dragonfly – amerykański eksperymentalny bezzałogowy pojazd latający.

## Konstrukcja
Pojazd wyposażony jest w skrzydłowirnik – płat, który wirując działa początkowo jak wirnik śmigłowca, a po osiągnięciu odpowiedniego pułapu, zatrzymaniu i zablokowaniu w odpowiedniej pozycji spełnia rolę skrzydła. Skrzydłowirnik napędzany jest odrzutem strumieni gazów z dysz umieszczonych na końcach płatów.
Pojazd wyposażony jest w jeden silnik turbowentylatorowy, z którego gazy wylotowe kierowane są albo do skrzydłowirnika, albo do dyszy napędu poziomego. Uskrzydlenie ma układ kaczki.
Prace rozpoczęto w roku 1998. Pierwsze doświadczalne loty odbyły się w grudniu 2003 r. na poligonie w Yuma (Arizona, USA).